# Hoàng Văn Chí

Chân dung Hoàng Văn Chí (1913-1988)

Hoàng Văn Chí (1 tháng 10 năm 1913 - 6 tháng 7 năm 1988), bút danh Mạc Định, là một học giả người Mường Việt Nam có lập trường chống Cộng sản.
Ông là người Mường, nhưng chịu ảnh hưởng văn hóa Tây Phương. Ban đầu, ông tích cực tham gia kháng chiến chống Pháp, nhưng sau đó đã từ bỏ Việt Minh và di cư vào Nam năm 1954. Tại miền Nam, ông cũng thất vọng với chế độ thời Ngô Đình Diệm nên tìm cách bỏ ra hải ngoại. Ông trải qua một thời gian ở Ấn Độ, và tìm hiểu thêm nhiều ảnh hưởng văn hóa Ấn Độ và Phật giáo trên văn hóa Việt. Ông cũng từng sống tại Nhật, Pháp và một thời gian dài tại Hoa Kỳ.
Ông đã có tác phẩm dịch ra trên 15 thứ tiếng (From Colonialism to Communism) từ thập niên 1960 và là một ngòi bút chống cộng đầu tiên của người Việt trên bình diện quốc tế. Cho đến hôm nay, các tác phẩm và tài liệu của ông vẫn được các sử gia quốc tế tham khảo như kinh điển về kinh nghiệm Việt Nam.

## Tiểu sử
Ông sinh ngày 1 tháng 10 năm 1913 tại Thanh Hóa, và học trường Albert Sarraut tại Hà Nội (1928-1935). Ông đậu Cử nhân Khoa học tại Viện Đại học Đông Dương (1940). Ông kết hôn năm 1940 với bà Lê Hằng Phấn, con gái cụ Sở Cuồng Lê Dư, có ba người con: một trai, hai gái. Ông lấy bút hiệu là Mạc Định

### Kháng chiến chống Pháp
Năm 13 tuổi ông đã tham gia bãi khóa (1926) phản đối thực dân Pháp trong dịp tang lễ Phan Chu Trinh. Năm 23 tuổi ông tham dự phong trào "Le Travail" (1936) và hoạt động trong Section Française de l'Internationale Ouvrière (Chi bộ Pháp của Quốc tế Công nhân, thường được biết như SFIO; 1937-1939). Năm 1946, ông tham gia kháng chiến chống thực dân Pháp. Năm 1949, Hoàng Văn Chí chính thức hoạt động với chính quyền Việt Minh (1949-1953) với tư cách chuyên viên phụ trách đúc tiền, làm giấy in bạc, chế tạo hóa chất cho quốc phòng, thiết lập hệ thống thủy điện. Với căn bản kiến thức của một kỹ sư cử nhân khoa học Pháp, ông đã hỗ trợ tích cực cho lực lượng kháng chiến. Tuy nhiên cũng trong giai đoạn này, ông đã âm thầm quyết định sẽ bỏ Việt Minh sau khi cuộc kháng chiến chống Pháp thành công. Năm 1954, Hoàng Văn Chí bỏ Kháng chiến trở về thành.

### Hoạt động ở miền Nam 1955-1960
Sau khi Hiệp định Genève 1954 chia đôi Việt Nam, Hoàng Văn Chí di cư vào Nam (1955). Khi đi, ông có hứa với các bạn văn nghệ (thành viên nhóm Nhân văn Giai phẩm) là sẽ mang tiếng nói của họ phổ biến trong thế giới bên ngoài. Tại miền Nam, từ 1955-1960, ông đã không ngừng cố gắng thu thập tài liệu, đúc kết, và xuất bản tập "Trăm Hoa Đua Nở Trên Đất Bắc".
Trong giai đoạn này, ông viết và xuất bản Phật Rơi Lệ (1956), Trăm Hoa Đua Nở Trên Đất Bắc (1959), The New Class in North Vietnam, The Nhân Văn Affair.
Cộng tác với chính phủ Việt Nam Cộng hòa, nhưng nhận ra sự sa lầy của chế độ gia đình trị của Tổng thống Ngô Đình Diệm, ông xin được chuyển đi làm Phó Lãnh sự tại New Delhi, Ấn Độ (1959-60).

### Sau 1960
Tháng 2 năm 1960, Hoàng Văn Chí tự ý rời Ấn Độ, ra khỏi sự quản thúc của chính quyền Ngô Đình Diệm, qua Âu Châu lưu trú tại Pháp (1960-1965) bắt đầu viết sách và hoạt động văn hóa.
Năm 1964, ông viết From Colonialism to Communism bằng tiếng Anh và tiếng Pháp. Sách được dịch ra trên 15 ngôn ngữ. Đây là tài liệu đầu tiên do một người Việt viết bằng ngoại ngữ để phê phán chủ nghĩa cộng sản tại Việt Nam. Sau này ông dịch sách sang tiếng Việt, với tên Từ Thực dân đến Cộng sản, bút hiệu Mạc Định.
Trong giai đoạn này, ông cũng đóng góp tài liệu hoặc bài viết trong các cuốn sách: North Vietnam today, Vietnam Seen From East and West.
Năm 1965, theo lời mời của Bộ Ngoại giao Hoa Kỳ, ông bỏ Pháp sang định cư tại Mỹ. Tại đây, ông tiếp tục làm những công việc mà ông theo đuổi:
- Biên tập viên Đài Tiếng nói Hoa Kỳ (VOA) chuyên bình luận về Bắc Việt (1965-69).
- Giảng viên về văn hóa và triết học cho Cơ quan Phát triển Quốc tế Hoa Kỳ (USAID) cho các lớp huấn luyện ngoại giao, Bộ Ngoại giao Hoa Kỳ và một số trường đại học (1970-79).
- Thuyết trình với các giới thanh niên dưới hình thức thuyết giảng, hội đàm, mạn đàm về các đề tài văn hóa, giáo dục tại nhiều nơi ở Mỹ, Canada, Úc trong nhiều năm liên tiếp.
- Thuyết trình trước "Hội nghị bàn về vấn đề hòa đàm Paris 1973 về Việt Nam" tại Paris (1987).
- Nghiên cứu và sưu khảo các tài liệu về chính trị, văn hóa, triết lý cổ kim, Đông Tây, với tham vọng đưa ra một cuốn sách, tổng nhận định về bước tiến hóa của nhân loại, dẫn đến một học thuyết mới, khả dĩ hướng dẫn được người Việt trong tiến trình kiến quốc và hưng quốc. Cuốn sách này được thực hiện mang tựa đề "Duy Văn Sử Quan" với chương XXI đang viết dở dang năm 1988, thì tác giả từ trần.
- Lập xưởng Tương Cự Đà và thính Quê Hương tại Bowie, Maryland.
- Cố vấn và yểm trợ tích cực cho Ủy ban cứu trợ Thuyền nhân (Boat People SOS).

Ông từ trần ngày 6 tháng 7 năm 1988 tại Maryland, Hoa Kỳ, thọ 75 tuổi.

## Tác phẩm
- Phật Rơi Lệ (1956)
- Trăm Hoa Đua Nở Trên Đất Bắc (1959)
- The New Class in North Vietnam
- The Nhân Văn Affair
- From Colonialism to Communism (1964; bản dịch tiếng Việt Từ Thực dân đến Cộng sản của Mạc Định)
- Duy Văn Sử Quan (1988), xuất bản 1990, sau khi tác giả đã qua đời

### Từ Thực dân đến Cộng sản
Tác phẩm "Từ Thực dân đến Cộng sản" của Hoàng Văn Chí nói về hoàn cảnh đời sống người Việt trong chế độ xã hội chủ nghĩa ở miền Bắc, nhất là việc Cải cách ruộng đất tại miền Bắc Việt Nam (1953-1958) học theo bài học cải cách ruộng đất của Mao Trạch Đông tại Trung Quốc. Tuy nhiên cho đến 1975, theo tổng thống Mỹ Nixon, các điều ông viết vẫn không được tin bằng các lời nói của giới lãnh đạo cộng sản.
Năm 1973, trong bài "The Myth of the Bloodbath: North Vietnam's Land reform Reconsidered" (Bulletin of Concerned Asian Scholars, tháng 9 năm 1973, pp. 2–15), Gareth Porter cho rằng Hoàng Văn Chí dịch không đúng bài viết của Võ Nguyên Giáp về việc thú nhận có sai lầm trong việc thi hành "cải cách ruộng đất". Porter nêu ra rằng chữ "xử trí" Giáp dùng phải dịch là "discipline". Gareth Porter cũng nêu lên lời tướng Giáp rằng "Chúng ta không chú trọng đề phòng lệch lạc" mà theo Porter phải dịch đúng là "We did not pay attention to precautions against deviation".
Theo Hoàng Văn Chí, đó là chủ trương của Hồ Chí Minh theo đúng bài học của Mao: "phải làm cho quá độ để cho dân khiếp sợ, như cái cây muốn uốn phải bẻ cong hết sức để đến khi nó thẳng lại thì vừa". Hoàng Văn Chí đã viết "chúng ta phạm quá nhiều lệch lạc" (We made too many deviations) bởi theo ông, Việt Nam không có giai cấp địa chủ và Hồ Chí Minh, Trường Chinh và Võ Nguyên Giáp đã cố tình "bẻ cong" (deviate) định nghĩa "địa chủ" để giết dân và đảng hóa ruộng đất".
Năm 1985, trong tác phẩm "No More Vietnams", Cựu Tổng thống Hoa Kỳ Richard Nixon đã viết rằng các điều Hoàng Văn Chí nêu ra là bài học lớn cho giới truyền thông ngoại quốc.